# Jean-Pierre Louis de Fontanes
Jean-Pierre Louis de Fontanes (Niort, 6 marzo 1757 – Parigi, 17 aprile 1821) è stato un politico francese.

## Biografia
Suo padre Marcellin de Fontanes, ispettore di manifattura a Niort, sposò Jeanne de Sède, una vedova con tre figli, che pretese che i due ragazzi nati dalla loro unione - Dominique (1751) e Louis (1757) fossero battezzati, poiché era una fervente cattolica. Il padre di Fontanes era invece di origini protestanti. Louis de Fontane ricevette un'educazione molto severa da preti giansenisti a La Foye-Monjault; in seguito tornò dalla famiglia e proseguì gli studi presso il collegio dell'Oratorio di Niort.
Perse l'intera famiglia in pochi anni: il fratello morì nel 1772, il padre nel 1774 e la madre nel 1776. Venne accolto da amici della famiglia che cercarono di aiutarlo perché riprendesse l'attività del padre, a cui però Louis non era interessato. Nel 1777 si trasferì a Parigi per dedicarsi alla scrittura, da sempre una sua passione. Pubblicò le sue poesie e le prime produzioni per l'Almanach des Muses e il Mercure de France.
Conobbe la zia della futura imperatrice Giuseppina di Beauharnais, Fanny de Beauharnais, che lo presentò al suo amante Claude Joseph Dorat, poeta alla moda che lo introdusse nei circoli letterari. De Fontanes scrisse molto incontrando un discreto successo e divenendo amico del filosofo Joseph Joubert, del poeta André Chénier e di François-René de Chateaubriand.
Allo scoppio della Rivoluzione francese, essendo piuttosto moderato, appoggiò la monarchia illuminata. Nel 1792 si ritirò a Lione e lì sposo Chantal Cathelin, una ricca ereditiera. Da questa unione nacquero due figli: Imberthe (1793), morto di vaiolo nel 1794, e Christine (1801). Questo matrimonio mise fine alle sue difficoltà finanziarie.
Lione venne conquistata dai monarchici. Scampato ad un bombardamento della città da parte delle truppe guidate da Joseph Fouché, poté fuggire in tempo in Normandia per tornare poi a Parigi. Qui divenne membro dell'Institut de France in seguito alla caduta di Robespierre.
Il 18 fruttidoro fu costretto a fuggire di nuovo. Si rifugiò in Inghilterra, dove ritrovò il suo amico Chateaubriand, emigrato dopo il 1792
Rientrò a Parigi dopo il Colpo di Stato del 18 brumaio; divenne critico per il Mercure de France e si conquistò il favore del primo console Napoleone Bonaparte. Venne quindi nominato professore di lettere del Collège des Quatre-Nations e membro dell'Institut de France.
Massone, fu membro della loggia parigina "Les Neuf Sœurs" del Grande Oriente di Francia.